# 涓流充電
涓流就是以低速率且恆定方式對電池提供很小的充電電流。
大部份充電池充滿後，由於自放電現象會流失電量。若繼續以相同於自放電率之小電流充電，可以維持電量。大部份鎳鎘電池及鎳氫電池都有自放電現象；若要電池隨時可用，要以提供涓流之充電器長期接駁。低自放電鎳氫電池因較少量的自放電，可以不需要涓流充電。
锂离子电池較不建议采用此种充电方法。